# Kobylecka Poljana
Kobylecka Poljana (rumunsky Poiana Cobilei ukrajinsky Кобилецька Поляна; maďarsky Gyertyánliget, dříve Kabola Polyána; česky a slovensky Kobylecká Polana / Poľana, rumunsky Poiana Cobilei) je městys (ukrajinsky selyšče) v okresu Rachov Zakarpatské oblasti na západní Ukrajině. Je součástí velkobočkovské venkovské komunity. V roce 2025 zde žilo 3411 obyvatel.

## Historie
První zmínka o městysu se datuje k roku 1672, kdy se jmenovala maďarsky Kabola Polyána. V minulosti tato vesnice patřila k uherské župě Maramureš. Po rozpadu Rakouska-Uherska v roce 1918 až do roku 1938 byla součástí Československa. V roce 1944 byl městys s okolím připojena k Ukrajinské SSR.

## Osobnosti
- Emil Bokšay (1889–1976), řeckokatolický kněz, novinář, lexikograf, učitel, bratr malíře Jozefa Bokšaye.
- Jozef Bokšay (1891–1975), významný malíř, ilustrátor, zakladatel podkarpatské malířské školy, učitel.